# Valier (Montana)
Valier – miasto w Stanach Zjednoczonych, w stanie Montana, w hrabstwie Pondera.